# Les Compteurs à zéro
Albums de Tagada Jones
6.6.6 Descente aux enfers
Les Compteurs à zéro est un album de Tagada Jones sorti en 2008.

## Titres
1. Les Compteurs à Zéro 03:13
2. Désobéir 02:50
3. Une Fois de Trop 03:22
4. Œil pour Œil 03:19
5. D.I.Y. 03:10
6. Au Nom de Tous les Siens 03:07
7. Camisole 03:25
8. La Solution 02:32
9. Aux Urnes 03:38
10. A Force de Courir 03:43
11. Garde A Vue 02:54
12. Merci (THX) 03:22